# Державна жандармерія ЗУНР
Державна жандармерія ЗУНР — служба правопорядку в Західноукраїнській Народній Республіці, поліційне (правоохоронне) формування, організоване за військовим зразком. Була підпорядкована державному секретаріату внутрішніх справ.
Створена під керівництвом заступника державного секретаря внутрішніх справ Р. Перфецького згідно з рішенням Української Національної Ради ЗУНР від 6 листопада 1918 та ухвали Ради державних секретарів від 13 листопада 1918. За основу його організації взято австрійський закон про жандармерію від 25 грудня 1894. На місцях створювалися військово-територіальні області, окружні та повітові команди жандармерії, а також сільські та міські станиці. Головна команда Корпусу української державної жандармерії містилася у Львові. Першим Командером був майор Лев Індишевський. Згодом перебувала у Тернополі. Присягу вишколу жандармів приймав державний секретар Лонгин Цегельський. Перший командир — сотник (згодом отаман) М. Федитник. У грудні 1918 при Галицькій армії створено Польову сторожу (жандармерію), якою керував командант Олександр Красіцький.
На Державну жандармерію покладали функції охорони громадського порядку, боротьби зі злочинністю і контрабандою, попередження правопорушень тощо.
Законом від 15 лютого 1919 Українська Національна Рада ЗУНР провела реорганізацію жандармерії. В питаннях забезпечення громадської безпеки вона підпорядковувалася державним повітовим комісарам, а у військовій, господарсько-адміністративній, підготовки кадрів та контролю службах — своєму безпосередньому керівництву (командантам). Найвищою інстанцією у всіх справах стало Державне секретарство внутрішніх справ, при якому було створено 6-й відділ жандармерії і поліції замість скасованої посади інспектора жандармерії. Для несення служби безпеки на залізниці рішенням Державного секретарства військових справ від 24 березня 1919 створено Залізничну жандармерію (командант — Ю. Буцманюк, згодом — Матвій Яворський). Після ліквідації в червні 1919 Державного секретарства внутрішніх справ жандармерію було перепідпорядковано: спочатку Начальній команді УГА, потім — команді запілля, а згодом — військовій канцелярії Диктатора Західної Області УНР Євгена Петрушевича. У середині липня того ж року в корпусі служило 28 старшин, понад 1150 жандармів і 2000 міліціонерів; командир — отаман І. Дичка. Під час воєнних дій на українських землях, що раніше входили до складу Російської імперії, в липні 1919 Державну жандармерію перейменовано на Народну сторожу, щоб у населення назва формування не асоціювалася із жандармерією царського уряду. Після переходу на Велику Україну жандармерія ЗУНР підпорядкована Команді етапу УГА. Державна жандармерія перестала функціонувати на початку 1920 водночас із припиненням існування УГА.